# Angerlloch
Das Angerlloch ist eine Karsthöhle im Gemeindegebiet der oberbayerischen Gemeinde Wallgau im  Landkreis Garmisch-Partenkirchen in Bayern, knapp zwei Kilometer Luftlinie südöstlich des Walchensees.
Sie befindet sich im Estergebirge in der Nähe von Wallgau am Osthang des Simetsbergs auf etwa 890 Metern Höhe. Die Höhle ist über zwei benachbarte Eingänge im Abstand von ca. 10 Metern zugänglich und weist eine vermessene Länge von 1469 Metern bei einem Höhenunterschied von ca. 40 Metern auf. Zur Zeit der Schneeschmelze und nach stärkeren Niederschlägen steht der untere Eingang häufig unter Wasser.
Das Angerlloch ist eine aktive Wasserhöhle. Der Höhlenbach durchfließt mehrere Siphonstrecken, einen Wasserfall, schöne Sinterbecken, Gumpen und mehrere Seen. Die Gänge richten sich an zwei sich schneidenden Kluftrichtungen auf zwei Etagen aus.
Wegen seiner Talnähe ist das Angerlloch seit langem bekannt und gut erforscht. Die Höhle ist bei Höhlenforschern als Trainingsgelände sehr beliebt und wird auch zu Höhlenrettungsübungen und bei Führungen von Jugendgruppen genutzt. Eine Befahrung ist nur für erfahrene Höhlenforscher und mit geeigneter Ausrüstung (Bergschuhe, Klettergurt, Seil, Overall, Helm, Stirnlampe, ausreichender Batterievorrat) zu empfehlen. 
Im ersten Teil folgen die Gänge im Wesentlichen dem Höhlenbach bis zu einem großen Siphon, dem Volksbad, das seinen Namen von den steilen glitschigen Wänden hat, die bei der Umgehung erklettert werden müssen, was öfter spektakulär misslingt. Hinter dieser Umgehung konnten sich früher Höhlenforscher am Kristallsiphon in das Höhlenbuch eintragen.
Im tiefsten Teil der Höhle ist für ein weiteres Vorankommen das Abhebern und Durchwaten des 25 Meter langen Kristallsiphons, das Erklimmen einer 5 Meter hohen Lehmwand sowie ein Abseilen in einen 7 Meter-Schacht über dem Eisensee erforderlich.
Die Höhle steht im Winter wegen der dort überwinternden  Fledermäuse unter Schutz und darf in der Zeit vom 1. Oktober bis 30. April jedes Jahres auf Anordnung der Naturschutzbehörde nicht betreten werden. Beide Eingänge sind durch Stahlgitter verschließbar.
Die Höhle ist vom Bayerischen Landesamt für Umwelt als wertvolles Geotop (Geotop-Nummer: 180H001) ausgewiesen.